# Peugeot États-Unis
Pour les articles homonymes, voir PSA.
PSA North America, Inc. était la filiale américaine du Groupe PSA, dont le siège était situé à Atlanta, en Géorgie entre 2016 et 2021.
Une première tentative d'installation sur le marché américain avait été initiée par Peugeot avec la création de Peugeot, Inc. en 1962 et dont le siège était situé à Long Island dans l'État de New York. Peugeot USA fut la marque utilisée par la branche de Peugeot aux États-Unis jusqu'à son départ en 1991.

## Historique

### 1958-1991: première tentative aux États-Unis
Peugeot est officiellement présent aux États-Unis à partir de 1958 même si quelques importateurs indépendants comme Vaughn Imported Cars à New York et Eastern Auto Distributors à Norfolk en Virginie avaient commencé à introduire des voitures dès 1956. La marque se retire du marché américain en 1991.

### 2016: annonce d'un retour aux États-Unis
En 2016, Carlos Tavares annonce le retour de Peugeot aux États-Unis après 25 ans d'absence sur ce marché, le départ ayant eu lieu en 1991 avec la Peugeot 505 et Peugeot 405 comme derniers véhicules commercialisés par le groupe aux États-Unis. Le plan du retour s'étale sur dix ans avec un retour sur le sol américain du constructeur prévu en 2026,.
Le projet se décline en 3 étapes : la mise en place de services de mobilité avec Free2Move (vélo, scooter ou voiture), le lancement de services de mobilité avec des véhicules du groupe PSA et le retour de la commercialisation de véhicules du groupe PSA répondants aux normes américaines. Larry Dominique est nommé président de PSA North America, tandis que Michel Stumpe et nommé président de PSA North America Carsharing Solutions. PSA annonce l'implantation du siège social de PSA North America à Atlanta en Géorgie pour février 2018. En 1962, son prédécesseur était basé à Long Island dans le Connecticut.
Le 25 octobre 2018, PSA officialise son retour aux États-Unis avec le lancement de son offre Free2move, un service d'autopartage, via la filiale « PSA North America Carsharing Solutions, Inc. »,. En attendant que les véhicules du groupe soient homologués, le service proposera des voitures de la marque Chevrolet. Cette nouvelle tentative d'entrer dans le marché américain intervient vingt-sept ans après le départ de Peugeot. Il n'est pas encore décidé quelle marque du groupe sera diffusée aux États-Unis.
En juillet 2019, PSA North America annonce étendre son service d'autopartage au comté d'Arlington, en Virginie.

### 2021: abandon du retour de la marque Peugeot aux États-Unis
En mars 2021, Carlos Tavares, PDG de Stellantis, issu de la fusion entre le groupe PSA et Fiat Chrysler Automobiles (FCA), annonce l'abandon du retour de la marque Peugeot sur le marché nord-américain, au profit notamment d'Alfa Roméo, une autre marque du groupe. À cette occasion, Larry Dominique, le directeur de PSA North America, est nommé à la tête d'Alfa Romeo North America.
En parallèle, PSA North America Carsharing Solutions devient Free2Move North America.

## Modèles vendus avant 1991

### 203
- Modèle vendu de 1956 à 1958 uniquement par l'intermédiaire d'importateurs indépendants.

### 403
Pour son homologation, elle a dû subir (avec succès) l'épreuve des crashs-tests ainsi que quelques adaptations comme les phares sealed beams ainsi qu'un petit rétroviseur extérieur.
- Avril 1958 : présentation au Salon de New-york
- Mai 1959 : apparition du break appelé Station wagon
- À partir du millésime 60 : les numéros de série portent un numéro spécifique, sellerie tissu ou simili, pare-brise feuilleté, insonorisation et faisceau électrique renforcé, filtre à air spécial, enjoliveurs intégraux du cabriolet avec des pneus Michelin X à carcasse radiale ou Pilote à flancs blancs, toit ouvrant. La seule option disponible est la radio.
- automne 1962 : arrêt de fabrication du break

#### Gamme
- Berline
- Break
- Cabriolet (uniquement sur demande spéciale)

#### Chiffres de ventes
| Année  | 1958  | 1959   | 1960   | 1961 | 1962  | 1963 | 1964 | 1965 | 1966 | 1967 | Total  |
| ------ | ----- | ------ | ------ | ---- | ----- | ---- | ---- | ---- | ---- | ---- | ------ |
| Ventes | 6 867 | 15 787 | 11 373 | 577  | 1 709 | 648  | 632  | 635  | 665  | 1    | 38 897 |

### 304

#### Gamme
- Berline
- Break

#### Chiffres de ventes
| Année  | 1970  | 1971  | 1972 | Total |
| ------ | ----- | ----- | ---- | ----- |
| Ventes | 1 407 | 2 153 | 709  | 4 269 |

### 404
- Mai 1960 : Présentation officielle avec des livraisons qui commenceront en février 1961
- Novembre 1963 : Apparition du break
- Novembre 1964 : Apparition du cabriolet, freinage Hydro-Vac
- Millésime 1968 : Boite automatique ZF
- Millésime 1969 : Tableau de bord rembourré et répétiteurs de clignotants
  - Spécificité américaine : sur le break compartiment arrière aménagé

#### Gamme
- Berline
- Break
- Cabriolet 
  - Moteurs

1618 cm3 72 CH poussé à 76 pour le millésime 65 et 80 pour le millésime 67.

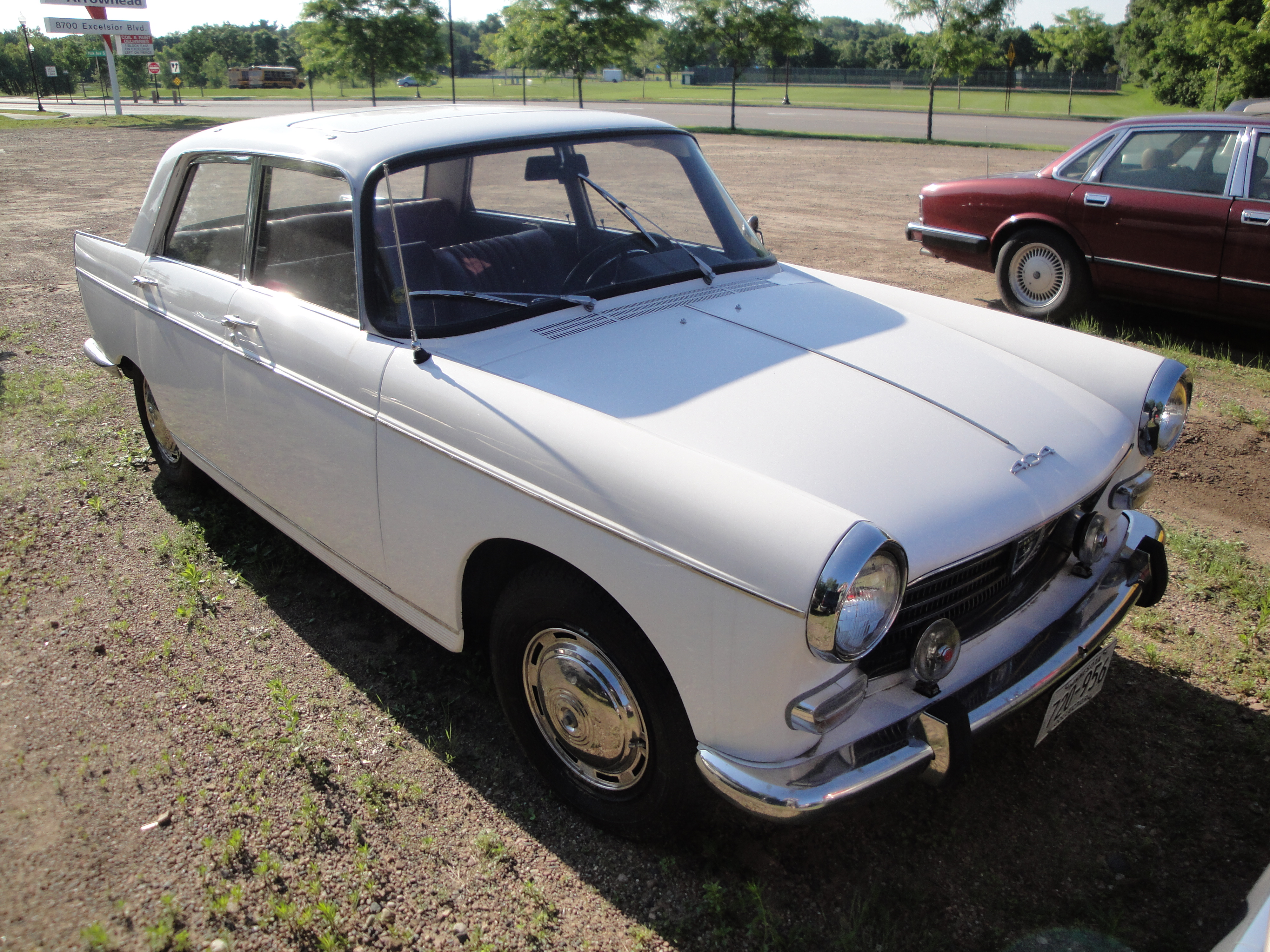
Peugeot 404 de 1967…
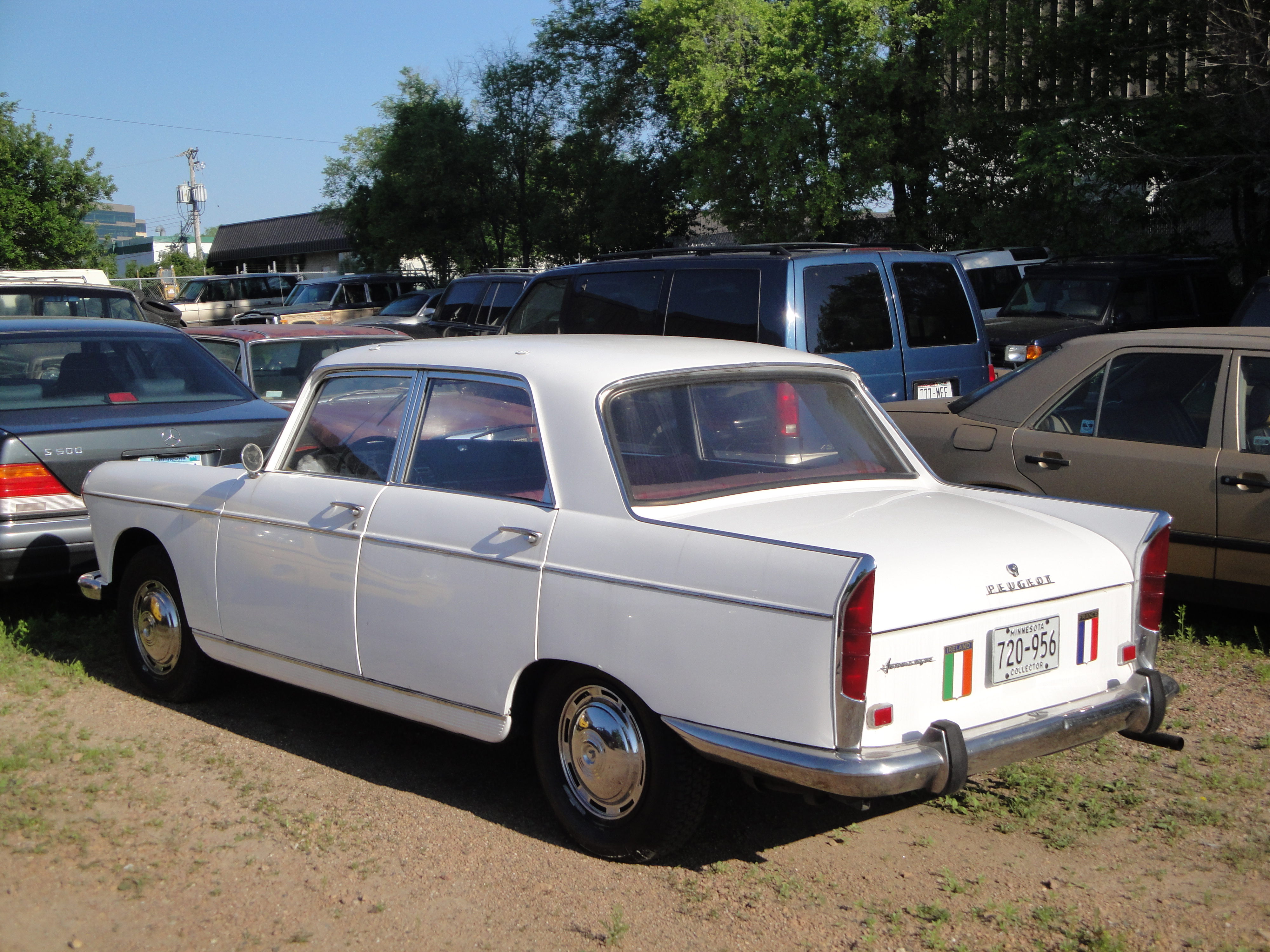
… dans le Minnesota.

#### Chiffres de ventes
| Année  | 1961  | 1962  | 1963  | 1964  | 1965  | 1966  | 1967  | 1968  | 1969  | 1970  | Total  |
| ------ | ----- | ----- | ----- | ----- | ----- | ----- | ----- | ----- | ----- | ----- | ------ |
| Ventes | 2 652 | 3 011 | 1 798 | 2 060 | 1 916 | 2 689 | 3 593 | 4 684 | 2 681 | 1 051 | 26 135 |

### 504
- Millésime 1970 : Lancement de la vente avec le moteur 1796 cm3
- Millésime 1971 : Lancement du break et également le moteur 1971cm3 conforme à l'européen
- Millésime 1974 : Apparition de la version diesel
  - Spécificités américaines

phares doubles optiques, répétiteurs latéraux et enjoliveur, intérieur simili, gros pare-chocs à partir de 1974, boite automatique ZF

#### Gamme
- Berline
- Break

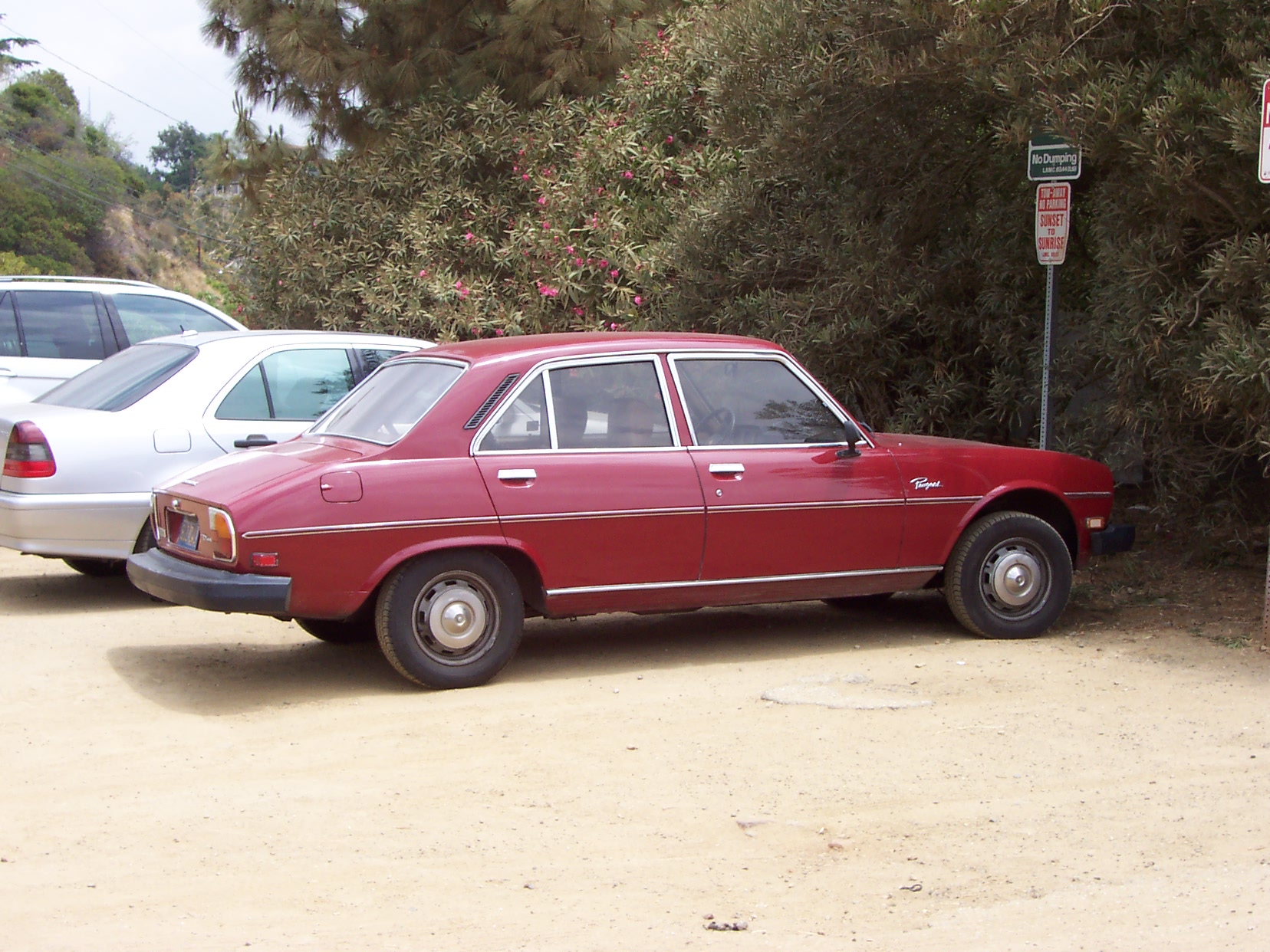
Peugeot 504 berline à Hollywood Hills, à Los Angeles.
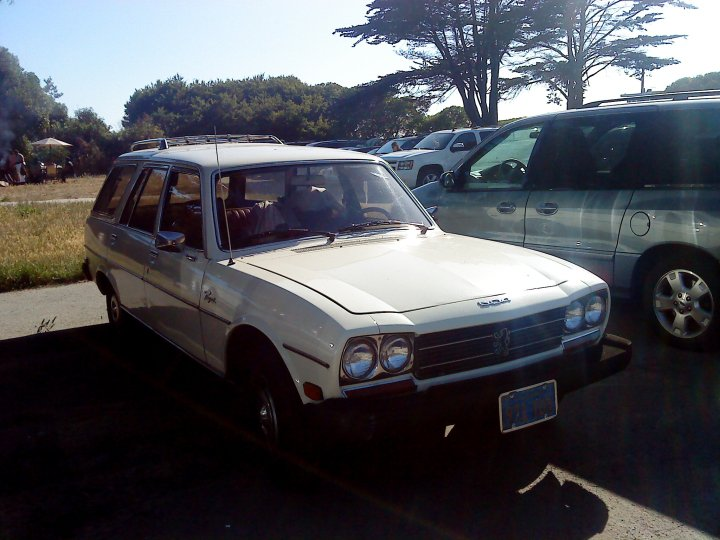
504 break à San Francisco, plage de Stimson en 2010.
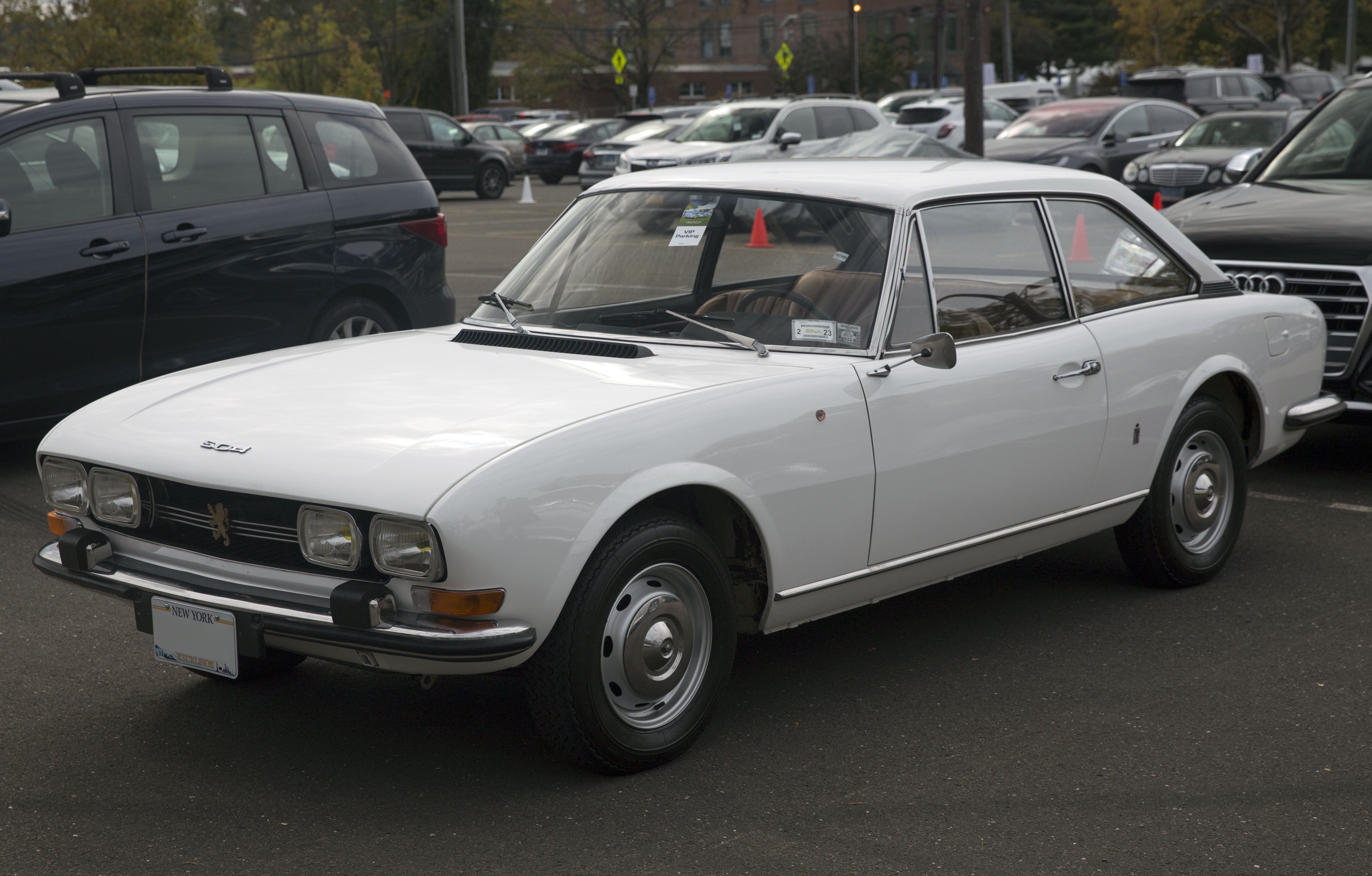
Une 504 Coupé Série 1 de 1969, immatriculée dans l'État de New York.
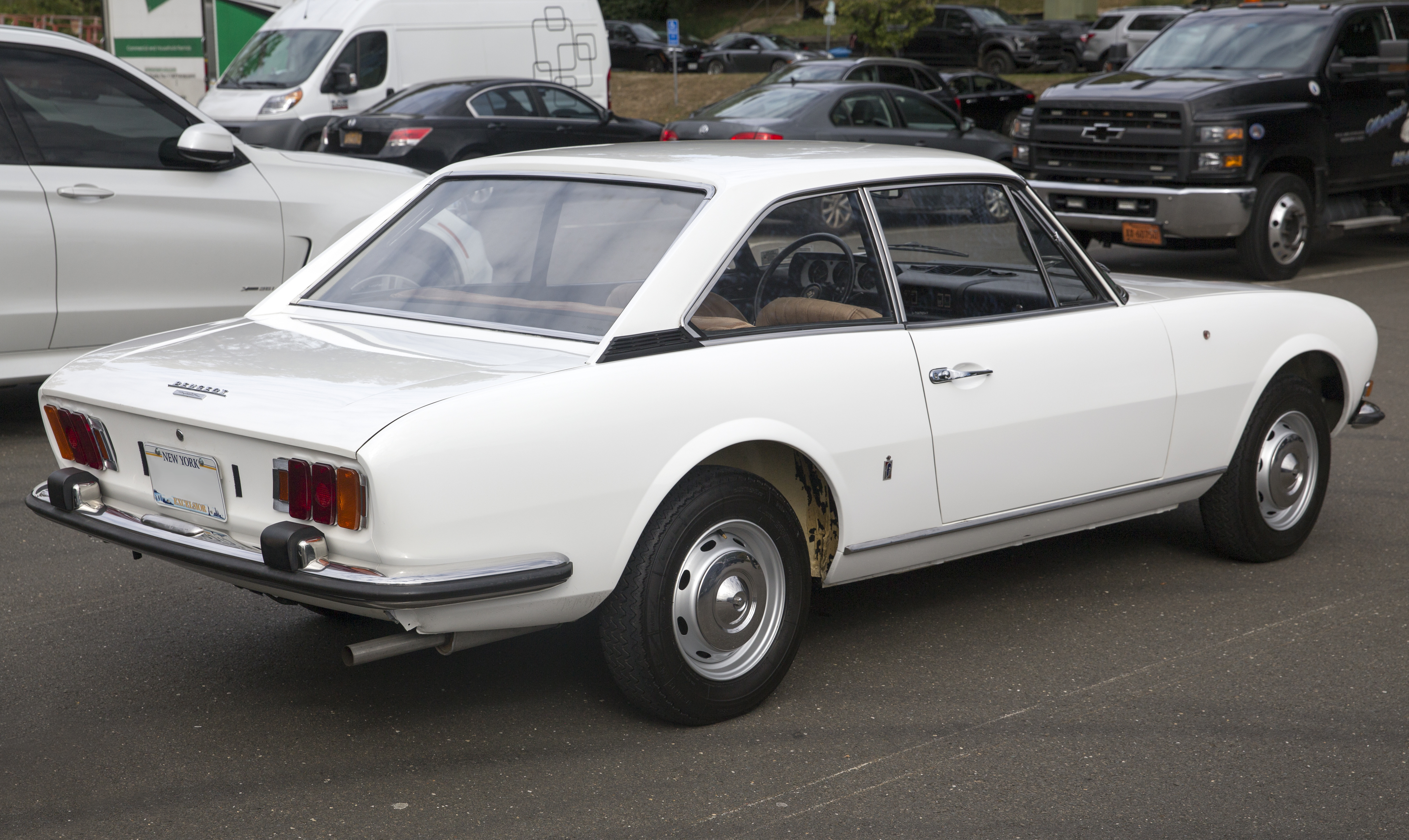
Ce coupé de 1969 est présenté lors du Greenwich Concours d'Elégance 2021 dans le Connecticut.

#### Chiffres de ventes
| Année  | 1969 | 1970  | 1971  | 1972  | 1973  | 1974  | 1975   | 1976  | 1977 | 1978 | 1979 | 1980 | 1981 | 1982 | 1983 | Total  |
| ------ | ---- | ----- | ----- | ----- | ----- | ----- | ------ | ----- | ---- | ---- | ---- | ---- | ---- | ---- | ---- | ------ |
| Ventes | 752  | 4 738 | 3 158 | 3 884 | 4 010 | 7 948 | 11 850 | 9 497 |      |      |      |      |      |      |      | 45 837 |

### 505
- 1980 : Lancement de la vente avec 3 motorisations (2.0 essence de 97 cv, 2.3 d de 71 cv et td de 80 cv
- 1984 : Lancement du break et également la série spéciale Silver Edition (sellerie cuir de série, sièges chauffants à réglages électriques, régulateur de vitesse, uniqument avec la motorisation 2.3 TD).
- 1985 : Apparition de la version Turbo Injection
- 1987 : Apparition de la V6
  - Spécificités américaines

pare-chocs étirés et grossis, phares et feux différents. L’équipement intérieur lui s’offre l’autoradio de série, et la climatisation, tandis que la BVA est proposée (et souvent choisie) en option
Des versions coupé et cabriolet sont restées à l'état de prototype en raison de la crise économique et du retrait de Peugeot des USA il y en a eu 2 exemplaires de chaque.

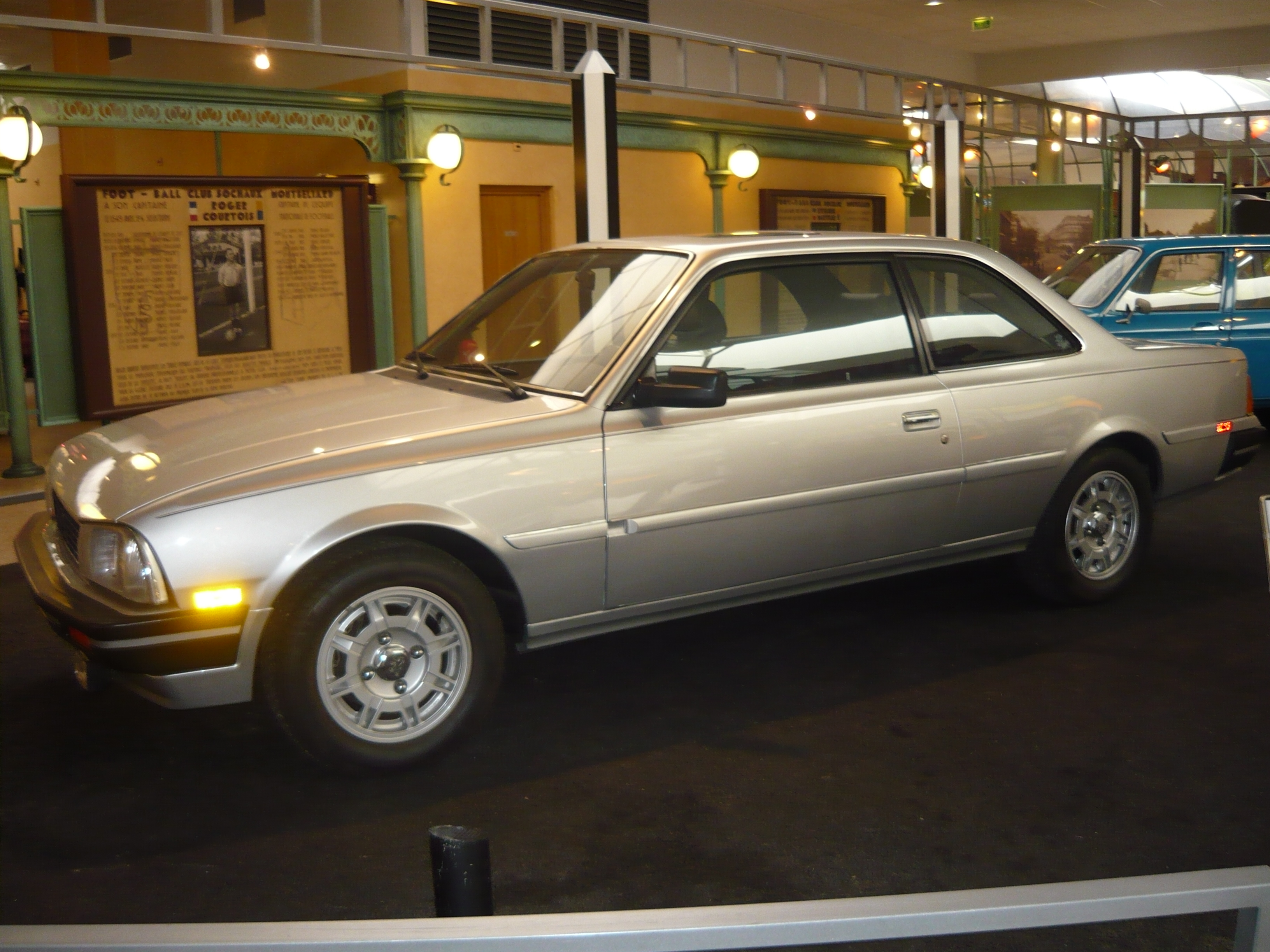
Prototype de Peugeot 505 coupé (non commercialisé).
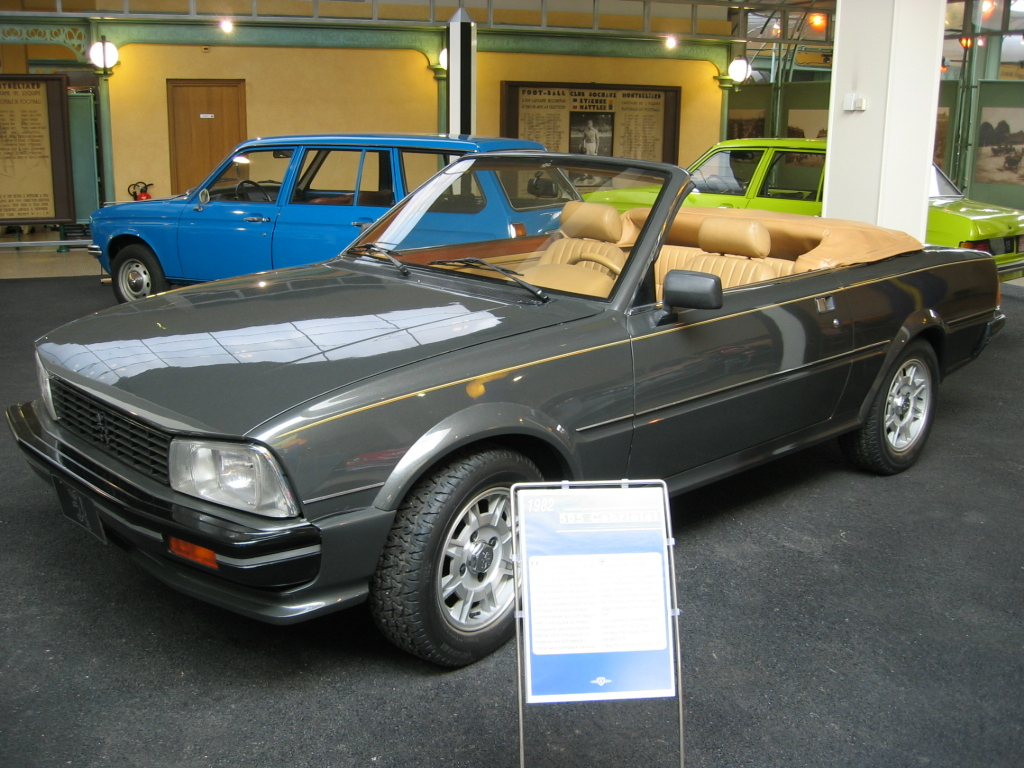
Prototype de Peugeot 505 cabriolet (non commercialisé).
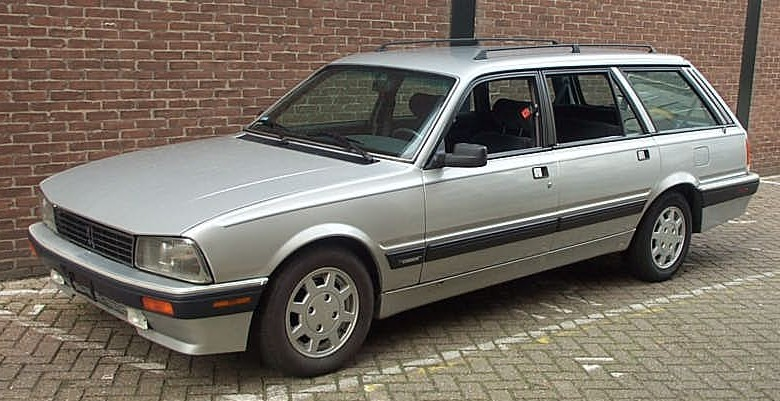
Peugeot 505 Turbo Station Wagon de 8 places de 1991.

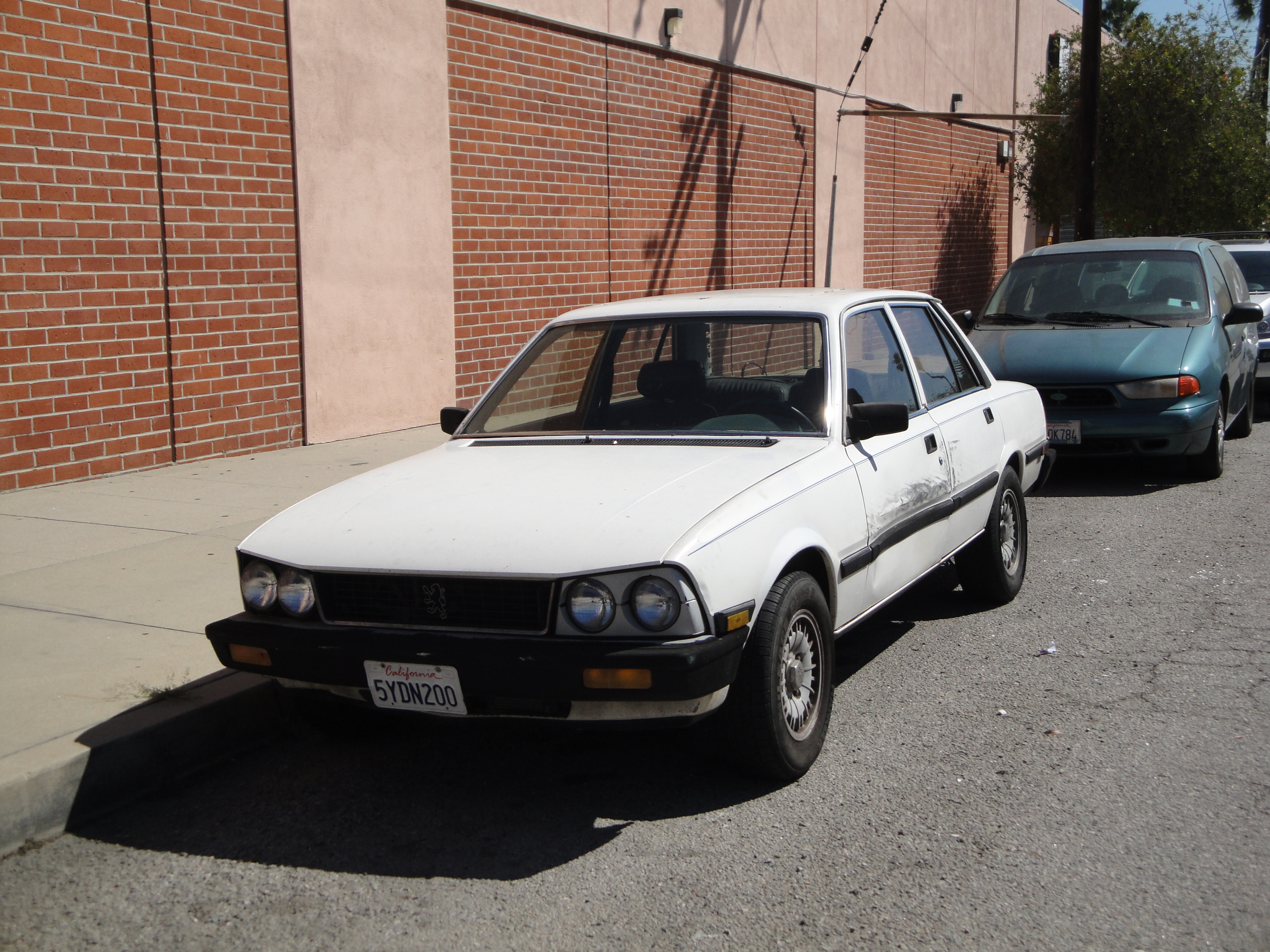
Peugeot 505 S Turbo Diesel…
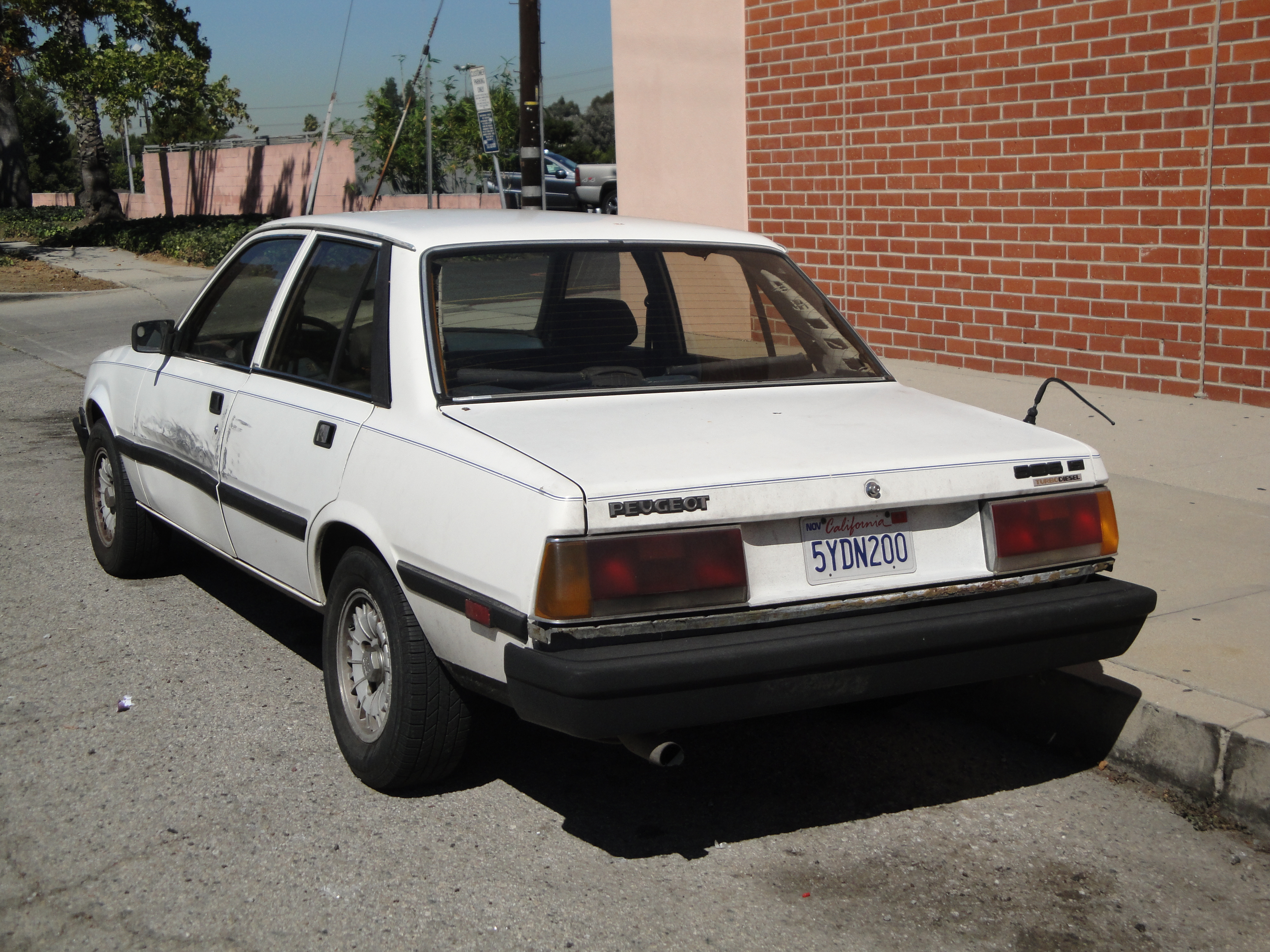
… à Inglewood près de Los Angeles.

#### Chiffres de ventes
| Année  | 1980 | 1981   | 1982 | 1983 | 1984   | 1985 | 1986   | 1987  | 1988  | 1989 | 1990 | 1991 | Total  |
| ------ | ---- | ------ | ---- | ---- | ------ | ---- | ------ | ----- | ----- | ---- | ---- | ---- | ------ |
| Ventes |      | 15 156 |      |      | 20 007 |      | 14 296 | 9 422 | 6 713 |      |      |      | 65 594 |

### 604
Vendue de 1979 à 1984 aux USA (uniquement la Diesel à partir de 1980)

#### Chiffres de ventes
| Année  | 1979 | 1980 | 1981 | 1982 | 1983 | 1984 | Total |
| ------ | ---- | ---- | ---- | ---- | ---- | ---- | ----- |
| Ventes |      |      |      |      |      | 306  | 306   |